# Kungliga Villan i Durrës

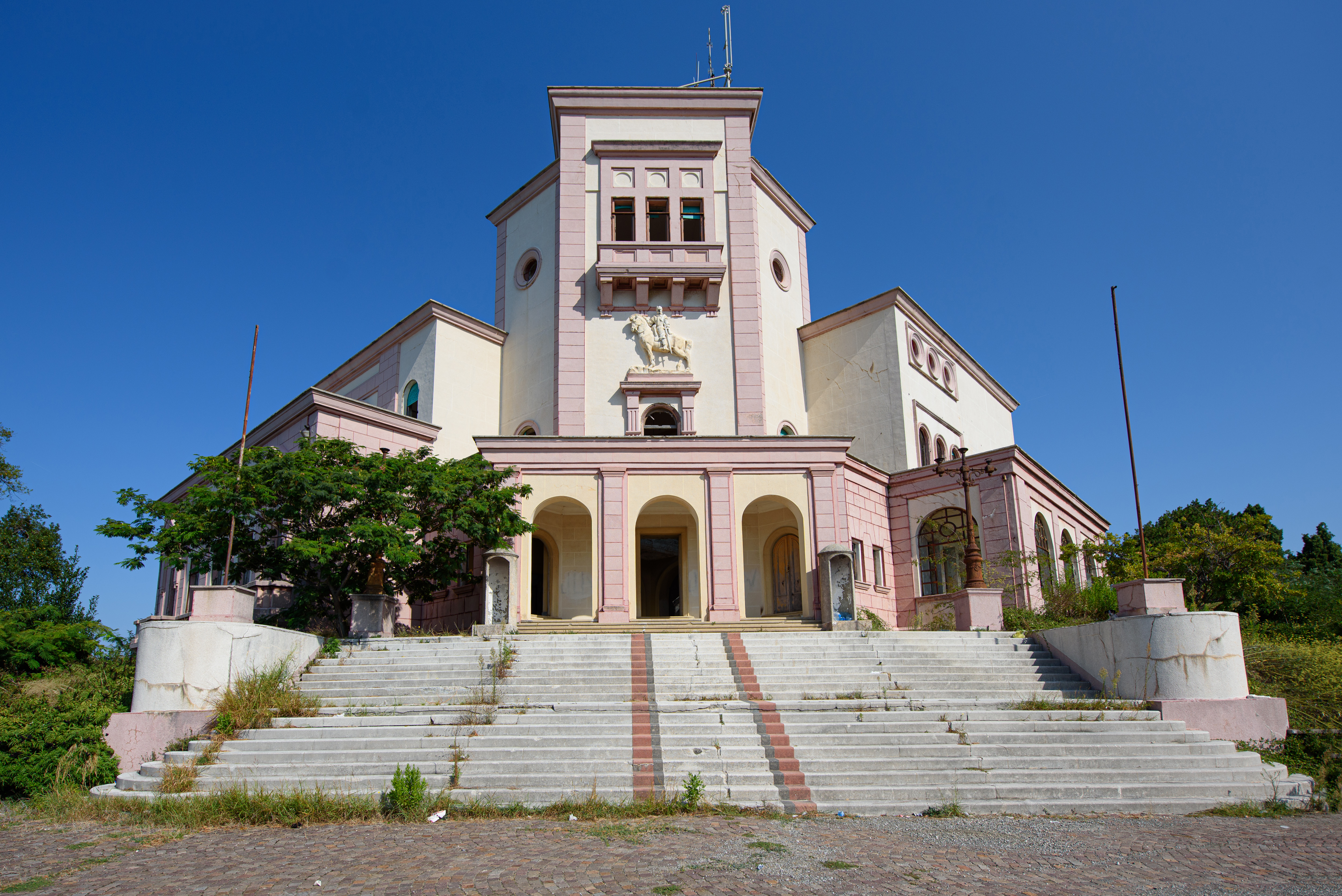
Kungliga Villan i Durrës

Kungliga Villan i Durrës är en villa i Durrës i Albanien.  Det var den albanska kungafamiljens residens 1936-1941. Det användes sedan för officiella mottagningar under kommunisteran.  